# Ruger American Rifle
La Ruger American Rifle es una serie de fusiles de cerrojo para caza y tiro deportivo, producidos por Sturm, Ruger & Co., que también produce una serie de fusiles para cartuchos de percusión anular con diseño similar llamada Ruger American Rimfire. 

## Diseño
El Ruger American tiene un cajón de mecanismos hecho de una barra de acero al cromo-molibdeno 4140 y un cañón forjado con pavonado de óxido negro, montados en una culata de polímero. Algunos modelos también están disponibles en una variante de acero inoxidable. En lugar de usar un resalte de retroceso trandicional, el mecanismo del fusil está asegurado a la culata por un encame conocido como "Power Bedding®", el cual utiliza dos placas de acero en forma de "V" que encajan firmemente el cajón de mecanismos en la culata impidiendo que hayan movimientos laterales y sirviendo también como resaltes de retroceso. Como los tornillos delantero y trasero están enroscados a través del vértice de los bloques de fijación, estos también actúan como pilares y permiten al cañón flotar libremente.
El fusil introduce cartuchos a la recámara desde un cargador rotativo extraíble, mediante un mecanismo de empuje que emplea dos resaltes de amartillado en el cerrojo de acero inoxidable, que tiene tres tetones de acerrojado y cuya manija se levanta en un ángulo de 70.º  El gatillo "Ruger Marksman Adjustable™" con recorrido de dos etapas tiene un diseño similar al del Savage AccuTrigger, que le permite al usuario ajustar el peso de la presión entre 1,4 kg y 2,3 kg mediante un tornillo de ajuste en el conjunto del gatillo.  El fusil cuenta con un seguro tipo escopeta en su empuñadura.

## Modelos
- Standard: tiene un cañón de 560 mm de longitud hecho de acero aleado, con una longitud total de 1.080 mm para cerrojos de recorrido corto y de 1.100 mm para cerrojos de recorrido largo.
- Compact: tiene un cañón de 460 mm de longitud hecho de acero aleado, una culata más corta que el modelo estándar y una longitud total de 933 mm. Solo está calibrado para cartuchos con casquillo corto.
- Magnum: los modelos con cerrojo de recorrido largo calibrados para cartuchos Magnum (al presente el .300 Winchester Magnum y .338 Winchester Magnum), con un cañón de 610 mm de longitud hecho de acero inoxidable y con boca roscada. Tienen una longitud total de 1.130 mm y vienen de fábrica con un riel Weaver instalado.
- Predator: modelo para alimañas/tiro de largo alcance con un cañón Medium Palma de 457 mm (solo en .308 Winchester) o de 559 mm de longitud hecho de acero aleado y con boca roscada (opción en acero inoxidable disponible para el 6.5mm Creedmoor), con una longitud total de 970 mm o de 1.100 mm y viene de fábrica con un riel Weaver instalado. Los cargadores STANAG pueden emplearse en las versiones del Predator con los números de modelo 26922 (6.5mm Grendel) y 26944 (.223 Remington). Los cargadores tipo Accuracy International pueden emplearse en las versiones del Predator con los números de modelo # 26948 (6mm Creedmoor), # 26971 (.204 Ruger), 26972 (.243 Winchester), # 26973 (6.5mm Creedmoor) , # 26974 (.308 Winchester) y # 36902 (.350 Legend).
- Ranch: versión carabina con cañón corto del Predator, con un cañón Medium Palma de 409 mm de longitud hecho de acero aleado y con boca roscada. Tiene una longitud total de 910 mm y está calibrada para los cartuchos 5,56 x 45 OTAN/.223 Remington (Modelo # 6965), .300 Blackout (# 6968), .450 Bushmaster (# 16950 y # 16978), .350 Legend y 7,62 x 39 (# 16976). Viene de fábrica con un riel Weaver o un riel Picatinny instalado. A inicios e 2018, Ruger introdujo variantes de los modelos que disparaban los cartuchos 5,56 x 45 OTAN/.223 Remington (# 26965) y .300 Blackout (# 26968), que podían emplear cargadores STANAG.
- Hunter: versión con cañón pesado, montado en la culata Magpul "Hunter American" y que emplea cargadores tipo Accuracy Internacional PMAG® 7.62 AC. Tiene un cañón de 510 mm de longitud hecho de acero aleado y con la boca roscada, que viene de fábrica con un freno de boca y está calibrado para los cartuchos 6.5mm Creedmoor y .308 Winchester.
- Go Wild: Versión con hilado en el cañón para incorporar un supresor o reductor de retroceso. Culata camuflada, acabado en cerakote, riel picatinny y recamarado en una variedad de calibres, desde opciones de casquillo recto como el 350 Legend y el 450 Bushmaster, hasta opciones de largo alcance como el .243 Winchester y el .25-06 Remington, .300 Winchester Magnum y los cartuchos 6.5mm PRC y 7mm PRC.

### Ruger American Generation II
Introducido en las vísperas de la Navidad del 2023, el Ruger American Generación II ofrece una culata ergonómica, que permite al tirador regular fácilmente la altura y longitud de esta. También cuenta con un cañón de solo 20 pulgadas, que busca hacer el rifle más manipulable cuando este es provisto de un supresor, siguiendo las tendencias actuales. El rifle mantiene la posición del seguro tipo escopeta, pero con tres posiciones, permitiendo bloquear completamente el cerrojo pero también manipularlo con el seguro puesto, ofreciendo mayor seguridad al momento de descargar el arma utilizando el cerrojo.